# Shi Shen
Shi Shen 石申(Wade-Giles: Shih Shen) (segle IV a. C.) va ser un astrònom xinès, originari de l'estat de Wei i contemporani de Gan De. També se'l coneix com a Mestre Shi Shen (Shi Shenfu). Se'l reconeix per haver creat, al costat de Gan De, el primer mapa celestial, amb la ubicació de 121 estrelles. També va realitzar el registre (no datat) més antic que sobreviu d'observacions de taques solars. Va pensar que les taques eren eclipsis que s'iniciaven al centre del sol i s'estenien cap a fora. Malgrat aquesta equivocació, va reconèixer a les taques pel que són: fenòmens solars.
Entre les seves obres es troben una Astronomia en vuit volums, un Mapa celestial i el Catàleg estel·lar de Shi. Avui es creu que aquestes dues últimes van ser escrites pels seus deixebles. La majoria de les seves obres no van sobreviure intactes, però alguns dels seus escrits més importants es preserven en el Tractat d'astrologia de l'era Kaiyuan.

## Eponímia
- El cràter lunar Shi Shen va rebre aquest nom en el seu honor.[6]